# Процес (рачунарство)
Процес, у рачунарству, је термин који се користи за обележавање тренутно извршаваног програма - положај инструкције до које се стигло, вредности променљивих, вредности појединачних меморијских адреса. За разлику од нити, за сваки процес постоји посебан адресни простор, што чини да се процеси међусобно не виде и да је за дељење података потребно користити услуге оперативног система.
Зависно од оперативног система, процес се може састојати од више нити које конкурентно извршавају инструкције.
Када се извршава, процес мења стање у којем се налази. Стање процеса је функција која зависи од тренутне активности самог процеса. Сваки процес се може обавити бити у једној од следећих пет стања:
1. Нови (new) процес је управо креиран
2. Спреман (ready) процес чека на извршавање
3. Извршавање (running) процес се извршава, односно процесор извршава баш његове инструкције
4. Чекање (blocked) процес се извршавао, али је сада заустављен привремено
5. Завршен (done) процес је заустављен и неће настављати са даљим извршавањем, OS га ускоро избацује из скупа активних процеса насилну паузу.